# Aldo Naouri
Aldo Naouri (Bengasi, Libia, 22 de diciembre de 1937 (87 años), pediatra, psicoanalista y pedagogo francés; autor de diversas publicaciones y libros sobre la conducta y las relaciones humanas. Sostiene que la permisividad de los padres engendra hijos tiranos.
Llegó a Francia en 1956. Es padre de tres hijos (Elsa, la escritora Agnès Desarthe y el barítono Laurent Naouri).

## Principales trabajos
- L'enfant porté, 1982, Éditions du Seuil

- Une Place pour le père, 1985, Éditions du Seuil

- Parier sur l'enfant, 1987, Éditions du Seuil

- L'enfant bien portant, 1993, Éditions du Seuil

- De l'inceste, 1994, Éditions Odile Jacob

- Le Couple et l’Enfant, 1995, Éditions Odile Jacob

- Les Filles et leurs mères, 1998, Éditions Odile Jacob, ISBN 2-7381-0796-6

- Questions d’enfants, 1999, Éditions Odile Jacob

- Réponses de pédiatre, 2000, Éditions Odile Jacob

- L'enfant bien portant, 2004, Éditions du Seuil

- Les Pères et les Mères, 2004, Éditions Odile Jacob

- Les mères juives n'existent pas, 2005, Éditions Odile Jacob

- Adultères, 2006, Éditions Odile Jacob

- Eduquer ses enfants. L'urgence d'aujourd'hui, 2008, ISBN 2-7381-2073-3

- Faut-il être plus sévère avec nos enfants 2008, ISBN 2-7557-0404-7